# Красноногая олуша
Красноногая олуша (лат. Sula sula) — вид птиц семейства олушевых. Выделяют три подвида.

## Описание
Красноногая олуша является самым мелким представителем рода Sula, достигает длины 69—79 см и массы  от 850 до 1100 г; размах крыльев варьирует от 134 до 150 см.  Существует несколько морф, различающихся по окраске оперения. У птиц белой морфы голова, шея, тело, верхняя часть крыльев и хвост белые. На голове, шее и верхней части спины может быть жёлтый или золотистый налёт (от секрета копчиковой железы). Маховые перья, первостепенные и большие кроющие перья крыльев чёрные, перья в свежем наряде с серебристо-серой окантовкой. У запястного сустава есть характерное небольшое серо-коричневое пятно на средних кроющих перьях крыльев. Клюв бледно-голубой, более тусклый на кончике, режущие края с зеленовато-жёлтым оттенком. Участки голой кожи у основания клюва, над глазом и перед ним, красного цвета. Окологлазное кольцо ультрамариново-голубое; пятно перед глазом и под глазом переливается от лимонно-зелёного до кобальтово-синего цвета. Ноги ярко-красные или бордовые. У птиц тёмной морфы окраска оперения полностью коричневого цвета; темнота окраски варьируется у разных особей. У самых тёмных птиц хвост, маховые перья и первостепенные кроющие перья чуть темнее, чем остальная верхняя часть тела. Ноги у этой морфы, как правило, более тёмные (бордово-красные или пурпурно-красные), чем у более светлых морф. Биогеографическая изоляция привела к появлению различных вариаций промежуточной окраски.

## Распространение и образ жизни
Гнездится на тропических островах Тихого, Индийского и Атлантического океана.  Один экземпляр молодой птицы был добыт в Татарском проливе.

## Биология
Основной рацион — мелкие рыбы и кальмары.

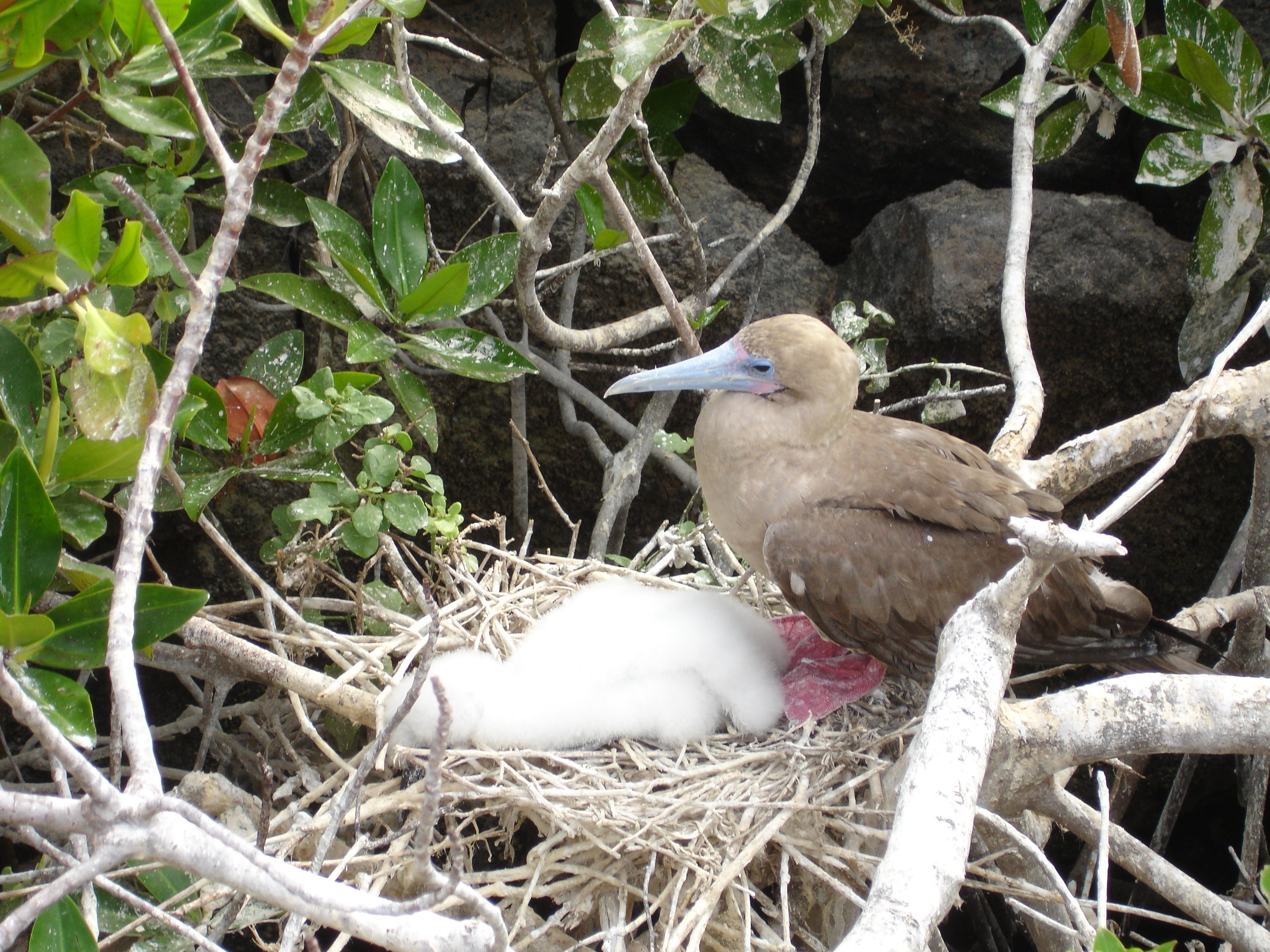
Взрослая особь с птенцом в гнезде

Красноногая олуша гнездится почти всегда на деревьях или кустарниках (роды Avicennia, Cordia, Ficus, Pandanus, Sauriana, Scaevola, Tournefortia). На некоторых атоллах, где отсутствуют деревья и кустарники, гнёзда размещаются на земле. Гнездо размещается на высоте 0,3—10 м над землей и сооружается из веток, дно которого выложено более крупными веточками, а верх — более мелкими; лоток выстилается травой или листвой. Размеры и конструкция гнезда очень разнообразны; могут быть довольно крупные гнёзда, глубиной до 60 см, или мелкие, размеры которых достаточны для того, чтобы в них могло поместиться яйцо. В кладке всегда одно меловато-белое яйцо удлинённо-эллиптической формы; обычно более широкое на одном конце. На поверхности скорлупы могут быть кровянистые прожилки. Инкубационный период продолжается 43—49 дней. Птенцы полностью оперяются через 15 недель.

## Подвиды
Международный союз орнитологов выделяет три подвида:
- Sula sula rubripes Gould, 1838 — тропические районы Тихого и Индийского океана
- Sula sula sula (Linnaeus, 1766) — Карибы и острова юго-запада Атлантического океана
- Sula sula websteri Rothschild, 1898 — восточная часть центра Тихого океана

## Галерея

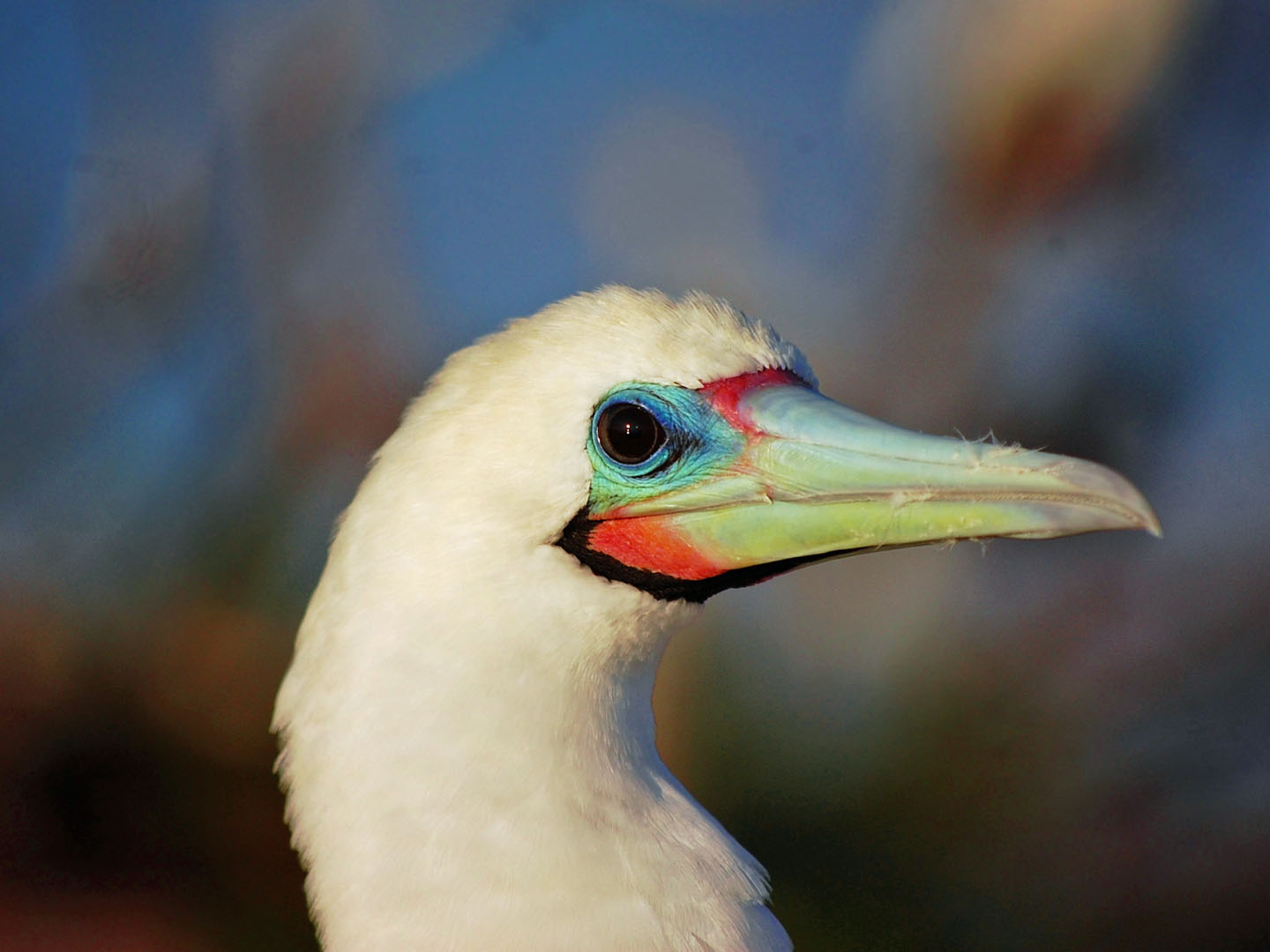
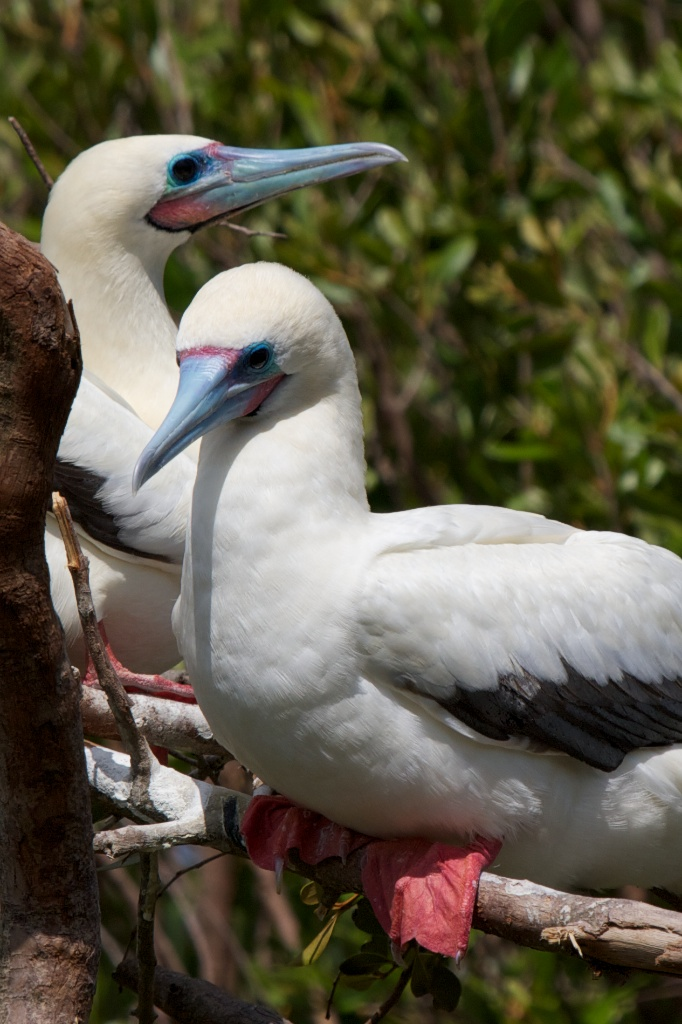
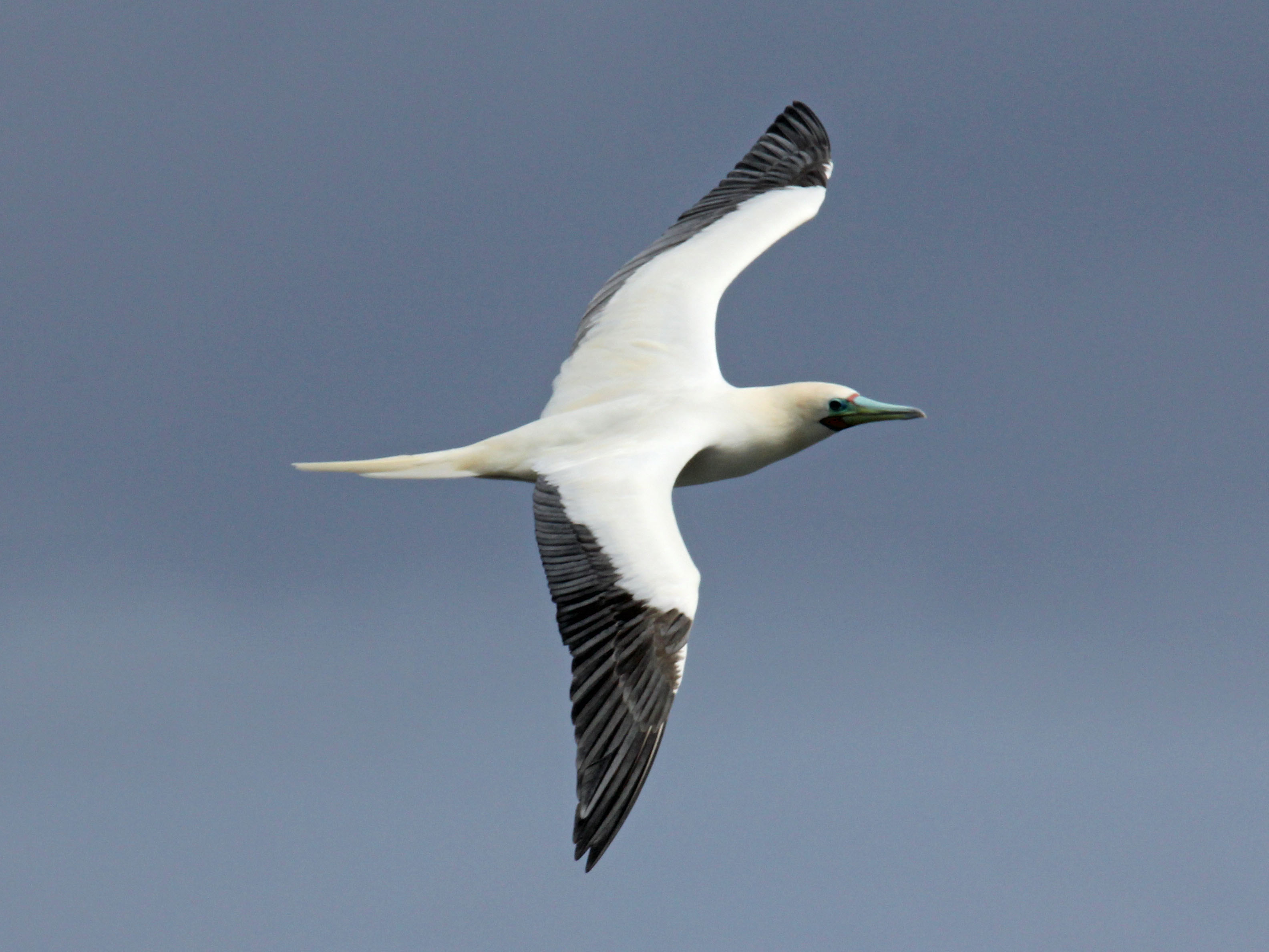
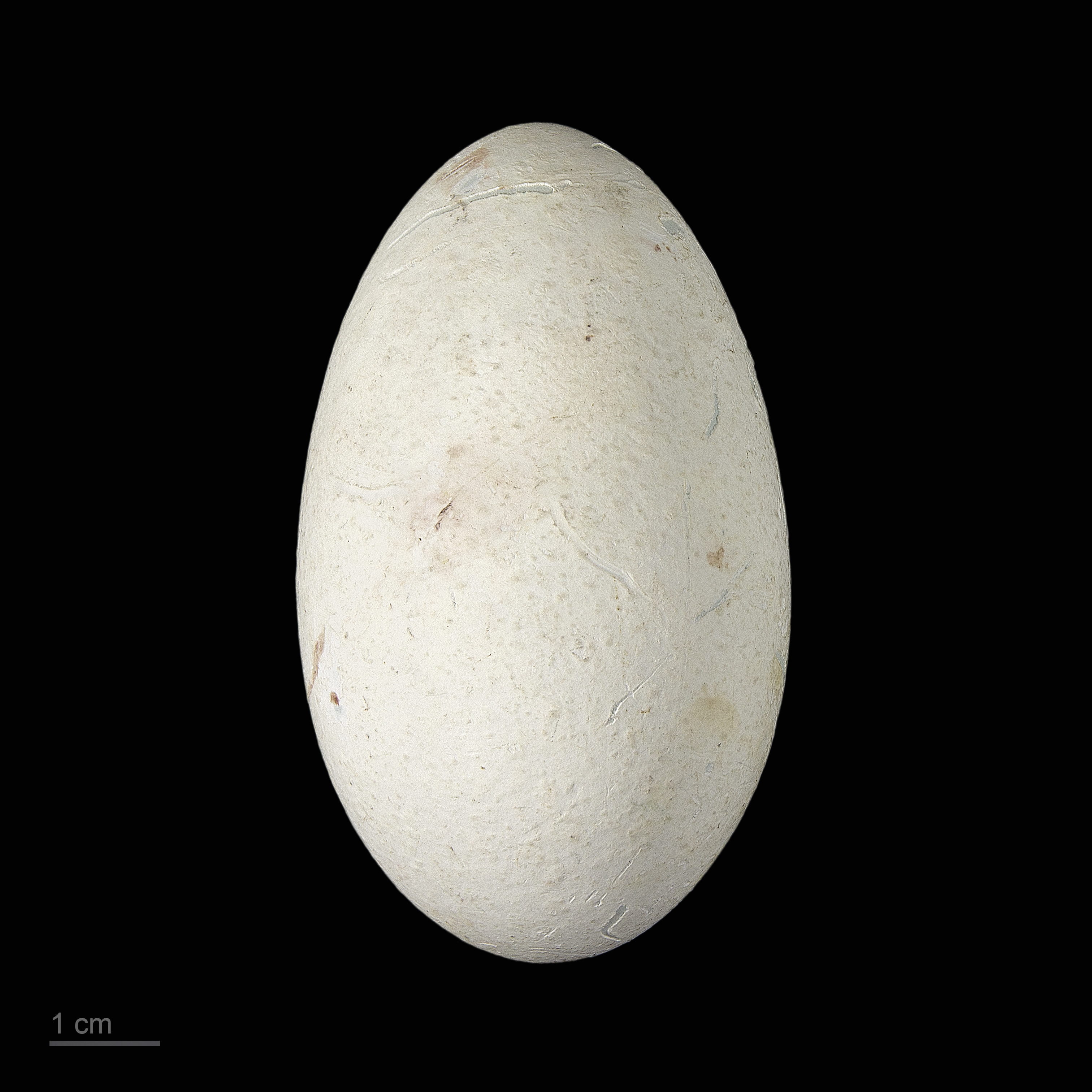
яйцо Sula sula -  Тулузский музей
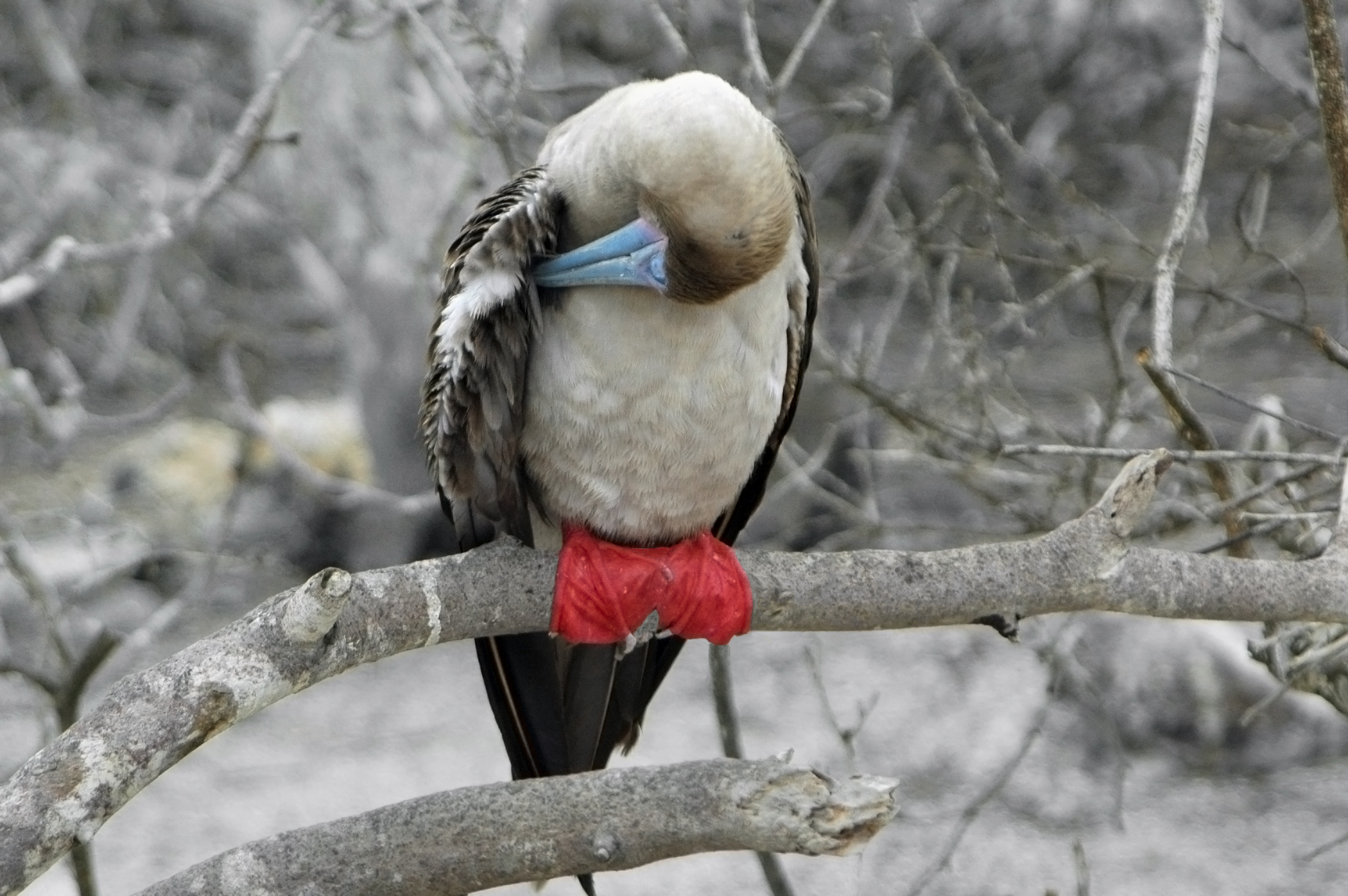